# Couleur secondaire

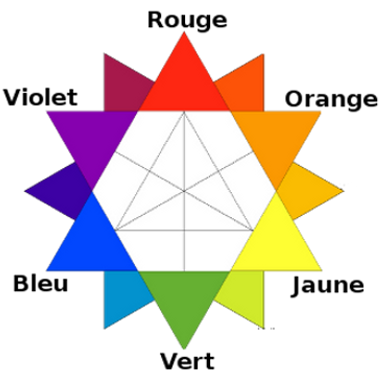
Étoile chromatique.

En peinture et en décoration, une couleur secondaire est une couleur obtenue par mélange de deux couleurs primaires ; une couleur tertiaire est en général un mélange obéissant à des spécifications moins strictes.
Les classifications de couleur secondaire, tertiaire, intermédiaire n'ayant aucune conséquence théorique ou pratique, les définitions peuvent varier.
En construction d'optique, une couleur secondaire est la frange colorée résiduelle dans une image formée par un groupe de lentilles achromatique et une couleur tertiaire celle de la frange résiduelle d'un groupe apochromatique.

## Définitions variables
Il y a au moins trois façons de définir les couleurs secondaires et tertiaires.
- Une couleur secondaire est le mélange en proportions égales de deux couleurs primaires ; une couleur tertiaire ou intermédiaire, le mélange en proportions inégales. Les couleurs tertiaires forment le pourtour du disque chromatique, entre les couleurs primaires et les couleurs secondaires (Roelofs et Petillion 2012, p. 16-17).
- Une couleur secondaire est un mélange de deux des trois couleurs primaires tel que la couleur semble ne tendre ni vers l'une, ni vers l'autre de ses composantes. Les couleurs tertiaires résultent du mélange, aux mêmes conditions, d'une couleur primaire et d'une couleur secondaire dont participe la primaire (Itten, p. 32).
- Une couleur secondaire ou « mélangée » est le mélange de deux couleurs primaires ; une couleur tertiaire ou « à mélange double », le mélange de deux couleurs secondaires (Béguin 1990, p. 198). Une couleur tertiaire est ainsi le résultat du mélange de deux à quatre couleurs.

Ces définitions sont conçues pour les pâtes colorées de la peinture. Les systèmes industriels de synthèse des couleurs utilisent trois primaires, mais rien n'oblige à se limiter à ce nombre minimal. On peut étendre la gamme des couleurs reproductibles avec plus de primaires.

## En peinture
En peinture, on n'utilise pas en règle générale des pigments proches des primaires de l'imprimerie. Pour obtenir des couleurs secondaires intenses, il faut choisir les primaires à cet effet. Si, par exemple, on mélange un bleu outremer avec un jaune de cadmium, on obtiendra un vert plus terne que si on avait choisi un bleu phtalo et un jaune citron.
Le même raisonnement s'applique aux couleurs tertiaires ou intermédiaires.
Les artistes peintres utilisent généralement plus de trois couleurs pures, soit pour atteindre une vivacité de teinte inaccessible par le mélange d'un rouge, d'un jaune et d'un bleu, soit parce qu'il leur est plus commode d'utiliser une teinte connue et constante, comme un ocre, plutôt que de la refabriquer par le mélange de trois couleurs. Les pigments ont, de plus, d'autres propriétés que leur couleur. Ils sont plus ou moins opaques ou transparents, et possèdent un pouvoir colorant variable (Pracontal 2008, p. 94-96). Le mélange de couleurs de pouvoir colorant très inégal est délicat. Utilisés à l'huile, ils peuvent avoir, ou non, un effet siccatif qui oblige à les utiliser dans un certain ordre. Certaines sont plus solides que d'autres, ce dont on ne se rend compte qu'après quelques années. Les notes d'Andrieux sur les palettes de son maître Delacroix séparent des « couleurs primitives », définies par un pigment et des « couleurs composées », mélange de deux couleurs ou trois en comptant le blanc.

## Historique
La notion de couleur secondaire est attestée en 1750, dans un article dirigé contre la théorie des couleurs de Newton. Selon les vues aristotéliciennes de l'auteur, les couleurs dérivent du mélange de la lumière blanche avec les ténèbres ; « le bleu, le rouge et le jaune, qui autrefois étoient pris pour des couleurs primitives, ne sont donc aujourd'hui que des couleurs secondaires ». Ces vues polémiques s'opposent apparemment à celles des professionnels, que donne Brongniart en 1778 :

« Les Teinturiers distinguent cinq couleurs qu'ils appellent première ou primitives, parce qu'elles servent à faire toutes les couleurs secondaires ou dérivées. Ces cinq couleurs sont le bleu, le rouge, le jaune, le fauve et le noir. »

De la même façon que couleurs primaires peuvent se trouver nommées « primitives », les couleurs secondaires se disent parfois « composées ». Teinturiers et peintres connaissent deux sortes de couleurs, celles qu'on ne peut pas obtenir par mélange, et les autres.
La couleur secondaire « formée par la réunion de différents rayons primitifs » de lumières colorées se trouve en 1842.
L'artiste graphique Charles Ernest Clerget publie en 1844 six Lettres sur la théorie des couleurs. Il « s'est inspiré pour ce travail des cours faits par M. Chevreul en 1840 et 1842, mais il a cru devoir y apporter quelques idées et quelques expériences personnelles ». Il y expose un système des couleurs primaires, secondaires et tertiaires, dans laquelle il réserve le terme « binaire » au mélange égal de deux « couleurs simples » (Clerget 1844, p. 81). À partir de ces définitions, il esquisse une classification numérique des couleurs par quantité de rouge, de jaune et de bleu.
Ces classifications systématiques, bien adaptées à l'imprimerie, ont plus influencé les arts décoratifs que les artistes peintres (Roque 2009, p. 231).